# بیژن عالی‌پور
بیژن عالی‌پور (۷ فروردین ۱۳۲۸ – ۱۶ آذر ۱۴۰۲) کارشناس نفت و مدیر اجرایی ایرانی بود، که در فاصله سالهای ۱۳۹۸ تا ۱۴۰۰ به‌عنوان مشاور وزیر نفت فعالیت می‌کرد. وی در فاصله سالهای ۱۳۹۳ تا ۱۳۹۷ مدیرعامل و رئیس هیئت مدیره شرکت ملی مناطق نفت‌خیز جنوب بود و از ۱۳۹۲ تا ۱۳۹۵ به‌عنوان عضو هیئت مدیره شرکت ملی نفت ایران فعالیت می‌کرد.
عالی‌پور دانش‌آموختهٔ کارشناسی ارشد مهندسی صنایع از دانشگاه اکلاهمای مرکزی است و فعالیت در صنایع نفت و گاز را از سال ۱۳۵۴ در شرکت ملی نفت ایران آغاز کرد. وی از ۱۳۵۹ تا ۱۳۶۲ رئیس منطقه عملیاتی هرمزگان بود و از ۱۳۶۳ تا ۱۳۶۶ به‌عنوان رئیس اداره کل ترابری مناطق نفتخیز شرکت ملی نفت ایران فعالیت می‌کرد. عالی پور در فاصله سالهای ۱۳۷۵ تا ۱۳۸۲ معاونت راه و ساختمان شرکت مناطق نفتخیز را برعهده داشت و از ۱۳۸۲ تا ۱۳۸۹ مدیر مهندسی و ساختمان شرکت ملی مناطق نفت‌خیز جنوب و عضو هیئت مدیره این شرکت بود. در دولت دهم، به همراه شمار زیادی از مدیران فنی و اجرایی، از بدنهٔ صنعت نفت کنار گذاشته شد. او از ۱۳۹۱ تا ۱۳۹۳ مشاور مدیرعامل شرکت خدمات نفتی پتروایران بود، همچنین از ۱۳۹۲ تا ۱۳۹۵ به‌عنوان مشاور عمرانی استاندار خوزستان (عبدالحسن مقتدایی) فعالیت می‌کرد. بیژن عالیپور پیش‌تر ریاست هیئت مدیره شرکت‌های نفت و گاز کارون و مارون، آغاجاری، مسجدسلیمان و گچساران را نیز برعهده داشت.

بیژن زنگنه وزیر نفت دولت روحانی پس از انتشار خبر درگذشت بیژن عالی پور در پیام تسلیتی خطاب به همسر او نوشت:او انسانی با اخلاق بود که ضمن پافشاری بر مواضعش هرگز با زبانش کسی را نیازرد.